# Barrière d'Ivry
Barrière d'Ivry je bývalá brána v Paříži, která byla součástí pařížských hradeb vybudovaných pro výběr potravní daně. Celnice se nacházela ve 13. obvodu.

## Poloha
Brána se nacházela na jižní hranici dnešního Place Pinel, navazujícího na Grande rue d'Austerlitz (dnes Rue Esquirol), pokračující jakoboulavard Vincent-Auriol a poté jako rue Nationale ve městě Ivry.

## Historie
V roce 1818 poté, co byla vesnice Austerlitz připojena k Paříži, byla daňová hradba, která  tehdy vedla podél boulevardu de l'Hôpital, přeložena za rue Bruant a rue de Bellièvre.
Brána Deux-Moulins byla poté posunuta na novou trasu a převzala název, uvedený na plánech, brána Ivry, kterou však lidé z předměstí Saint-Marceau i nadále nazývali brána Deux-Moulins.